# Executive Systems Problem Oriented Language
ESPOL (Abkürzung für Executive Systems Problem Oriented Language) war eine Obermenge von Algol 60 (oder eine Erweiterung von Burroughs Extended ALGOL), welche Fähigkeiten besaß(en), die später als Mohols (Machine-oriented High Order Languages) bekannt wurden.
Die Sprache wurde verwendet, um das Master Control Program zu schreiben.
Der Ein-Pass-Compiler für ESPOL konnte 250 Zeilen/Sekunde kompilieren.
ESPOL wurde von New Executive Programming Language (NEWP) abgelöst – einer besser strukturierten, robusteren und sichereren Form von ESPOL.

## Referenzen
- B5500 ESPOL Reference Manual, 1967 (PDF; 3,0 MB)
- B6500 ESPOL Reference Manual, 1970 (PDF; 3,5 MB)
- B6700/7700 ESPOL Reference Manual, 1972 (PDF; 7,6 MB)